# 2901 Беджот
2901 Бе́джот (2901 Bagehot) — астероїд головного поясу, відкритий 27 лютого 1973 року чехословацьким астрономом Любошем Когоутеком. Названий першовідкривачем на честь британського економіста і політичного філософа Волтера Беджета.
Тіссеранів параметр щодо Юпітера — 3,297.